# Eega
Eega é um filme de ação e fantasia indiano de 2012 escrito e dirigido por S. S. Rajamouli. O filme foi produzido por Vaaraahi Chalana Chitram de Sai Korrapati com um orçamento estimado de ₹ 30-40 crore (US$ 6-7 milhões). Foi filmado simultaneamente em língua tâmil com o título Naan Ee. O filme é estrelado por Sudeepa, Nani e Samantha. M. M. Keeravani compôs as músicas e a trilha sonora enquanto K. K. Senthil Kumar foi o diretor de fotografia. Janardhana Maharshi e Crazy Mohan escreveram o diálogo para as versões telugo e tâmil, respectivamente.    
A narrativa do filme é uma história de ninar contada por um pai para sua filha. Seu protagonista Nani, apaixonado por seu vizinho Bindu, é assassinado por um rico industrial chamado Sudeep, que se sente atraído por Bindu e considera Nani um rival. Nani reencarna como uma mosca doméstica e tenta vingar sua morte e proteger Bindu de um Sudeep obsessivo.
A ideia do filme surgiu em meados da década de 1990, a partir de uma conversa em que o pai e roteirista de Rajamouli, V. Vijayendra Prasad, brincou com Rajamouli sobre a ideia de uma mosca em busca de vingança contra um humano. Rajamouli reconsiderou a ideia após terminar Maryada Ramanna (2010) e transformou-a em roteiro. A produção do filme começou em 7 de dezembro de 2010 no Ramanaidu Studios em Haiderabada. As filmagens começaram em 22 de fevereiro de 2011 e continuaram até o final de fevereiro de 2012. A Makuta VFX e Annapurna Studios supervisionaram os efeitos visuais e o processo intermediário digital de Eega, respectivamente.
As duas versões do filme, juntamente com uma versão dublada em malaialo intitulada Eecha, foram lançadas em 6 de julho de 2012 em aproximadamente 1.100 telas em todo o mundo. As atuações do elenco (principalmente de Sudeep e Samantha), a direção de Rajamouli e os efeitos visuais foram aclamados pela crítica após o lançamento. Eega foi um dos filmes em telugo de maior bilheteria do ano, arrecadando mais de ₹ 125 crore (US$ 23 milhões).

## Elenco
- Nani como Nani
- Samantha como Bindu
- Sudeepa como Sudeep
- Adithya como parceira de negócios da Sudeep
- Thagubothu Ramesh e Santhanam como ladrão bêbado que ama Bindu
- Chatrapathi Sekhar como Tantra, feiticeiro que conhece Nani
- Noel Sean como amigo de Nani
- Srinivasa Reddy como assistente pessoal de Sudeep
- Sivannarayana Naripeddi como sacerdote do templo
- Devadarshini como cunhada de Bindu
- Rajeev Kanakala como gerente do ladrão bêbado
- Dhanraj como amigo do ladrão bêbado
- Hamsa Nandini como Chandrakala
- Crazy Mohan como veterinário

## Produção
A ideia de Eega surgiu em meados da década de 1990 na mente do roteirista V. Vijayendra Prasad. Naquela época, ele estava brincando sobre uma mosca doméstica buscando vingança contra um humano em uma conversa com seu filho S. S. Rajamouli. Prasad mais tarde desenvolveu a ideia como roteiro para um filme em inglês ambientado na América da década de 1830, no qual um menino afro-americano morre na tentativa de libertar sua família da escravidão e reencarna como uma mosca. Após concluir Maryada Ramanna (2010), Rajamouli reconsiderou o conceito ao pensar em dirigir um filme diferente de qualquer outro. Ele decidiu fazer de Eega um filme bilíngue em telugo e tâmil – cada cena incluindo a fala foi filmada duas vezes, uma para cada idioma. A versão tâmil, intitulada Naan Ee, foi a estreia de Rajamouli na direção do cinema tâmil. O filme foi apresentado por D. Suresh Babu da Suresh Productions.